# Museum für Religionsgeschichte (St. Petersburg)

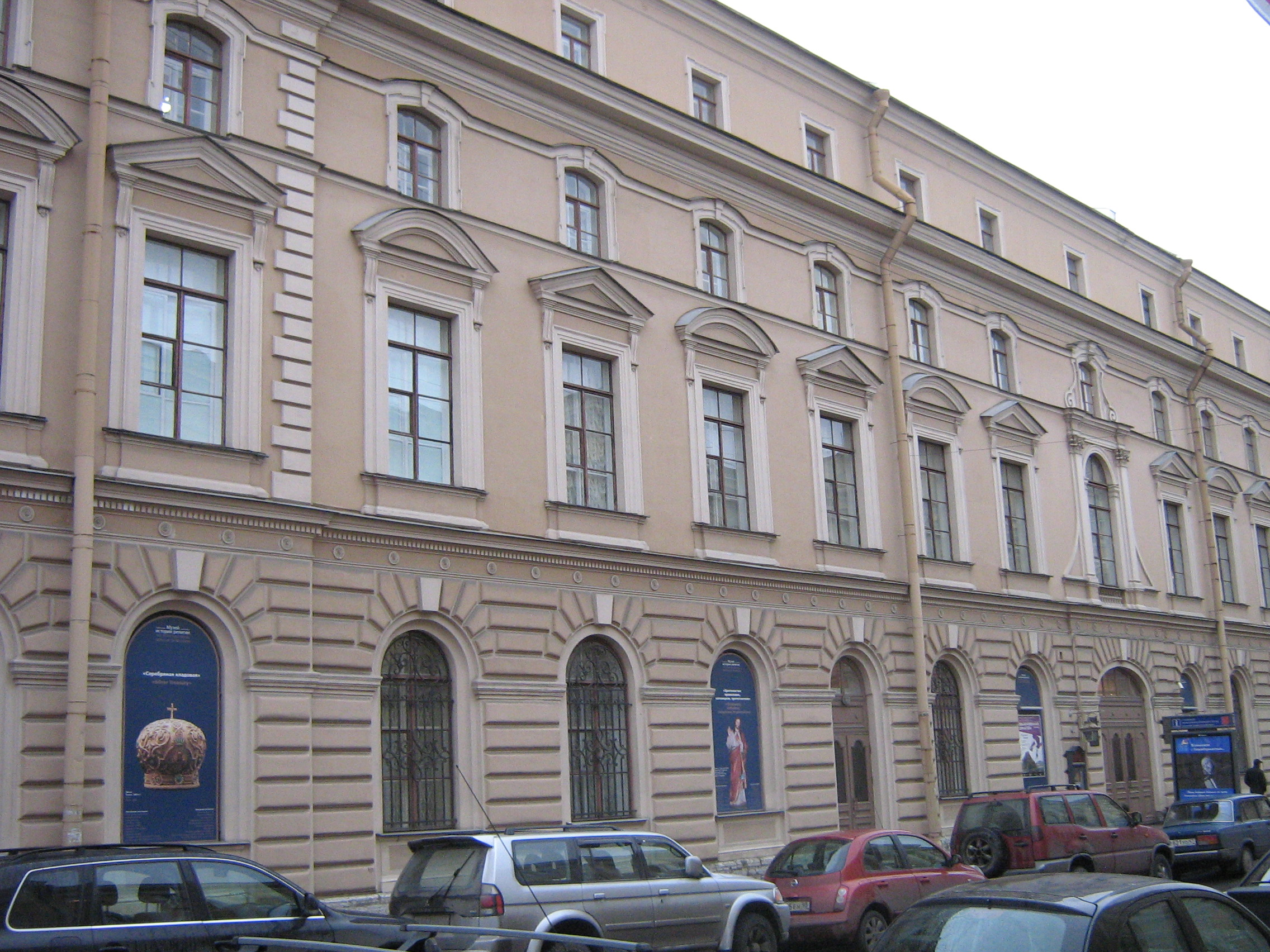
Das Staatliche Museum für Religionsgeschichte in der Pochtamtskaya-Straße von St. Petersburg

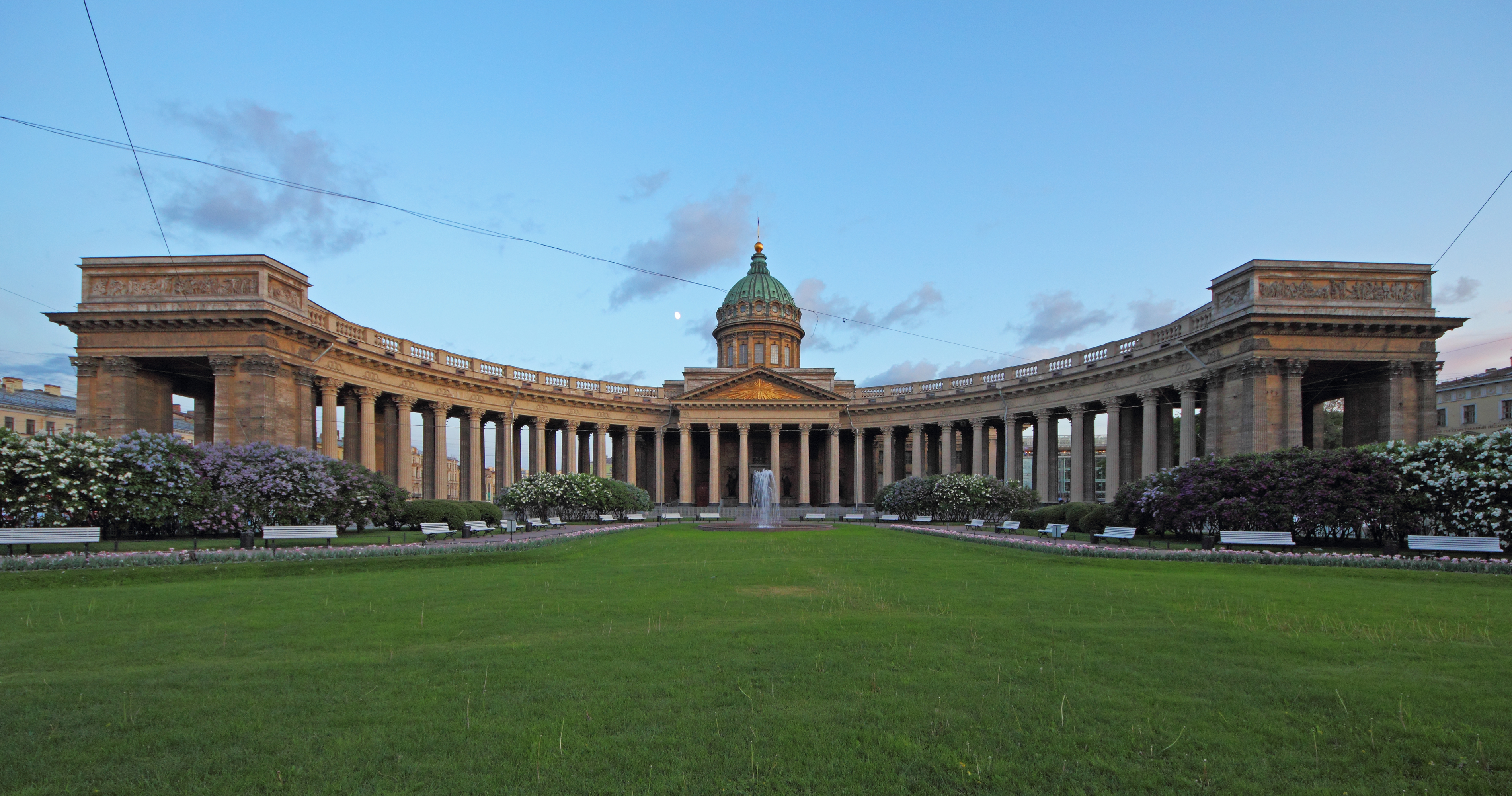
Blick vom Newski-Prospekt auf die Kasaner Kathedrale in St. Petersburg

Das Staatliche Museum für Religionsgeschichte (russisch Государственный музей истории религии / Gossudarstwenny musei istorii religii; wiss. Transliteration Gosudarstvennyj muzej istorii religii) in St. Petersburg, Russland, wurde 1932 eröffnet. Es gilt als das einzige in Russland und eines der wenigen Museen der Welt, die die Geschichte der Entstehung und Entwicklung der Religionen präsentieren. Seine Sammlung umfasst ungefähr 250.000 Exponate, von denen die ältesten bis ins 6. Jahrtausend v. Chr. zurückreichen Seinem Direktor zufolge besitzt es die „größte Religionsgeschichtssammlung aller Länder, Völker und Epochen“.
Das Museum befand sich bis 1999 in der Kasaner Kathedrale am Newski-Prospekt, wo es zur Sowjetzeit „Museum für Geschichte der Religion und des Atheismus“ hieß.
Nach dem Zerfall der Sowjetunion wurde der Atheismus als Ausstellungsthema aufgegeben, „den Schwerpunkt in der wieder recht gottgefälligen Exposition stellt selbstverständlich die orthodoxe Kirche“.

## Geschichte
Das Museum wurde als Teil der Akademie der Wissenschaften der UdSSR gegründet und am 15. November 1932 eröffnet. 
Die Exponate der anfänglichen Sammlungen kamen weitgehend aus der Kunstkammer (Peter-der-Große-Museum für Anthropologie und Ethnographie), der Staatlichen Eremitage, der Bibliothek der Akademie der Wissenschaften und dem Staatlichen Russischen Museum.
Den Grundstock des Museums bildete eine antireligiöse Ausstellung im Jahr 1930 in den Hallen des geöffneten Winterpalastes in Leningrad. Die offizielle Eröffnung des Museums in der Kasaner Kathedrale fand am 15. November 1932 statt. Der Initiator des Museums und dessen erster Direktor war der russische Religionshistoriker, Ethnologe und Anthropologe Wladimir G. Bogoras (1865–1936). Eine nicht weniger wichtige Rolle bei der Organisation und dem Betrieb des Museums spielte Michail I. Schachnowitsch (1911–1992), von 1944 bis 1960 stellvertretender Direktor des Museums. In den Jahren 1976 bis 1986 war  Jakow J. Koschurin (1937–1992) Direktor des Museums.
Wesentlich an der Entwicklung des Museums beteiligt war der Historiker und Publizist Wladimir Dmitrijewitsch Bontsch-Brujewitsch (1873–1955).

## Ständige Ausstellung
Heute präsentiert das Museum folgende Dauerausstellungen: 
- Geschichte der russischen Orthodoxie
- Katholizismus
- Protestantismus
- Östliche Religionen: Buddhismus, Hinduismus, Konfuzianismus, Daoismus, Shintoismus
- Islam

Zu folgenden Themen werden im Museum nach der Wiedereröffnung am 26. April 2012 ausgestellt:
- Archaische Vorstellungen und Praktiken
- Religionen der Antike : Polytheismus
- Religionen der Alten Welt : Judentum und die Entstehung des Monotheismus
- Entstehung des Christentums

Einen Bereich im Museum bildet die Dauerausstellung für Kinder „Getting started“, eine spezielle Kinderabteilung, die im Februar 2011 eröffnet wurde. 

## Persönlichkeiten
(Quelle: gmir.ru)
- Iossif Dawidowitsch Amussin Иосиф Давидович Амусин Iosif Davidovič  Amusin
- Pawel Iossifowitsch Boriskowski Павел Иосифович Борисковский Pavel Iosifovič Boriskovskij
- Boris Leonidowitsch Bogajewski Борис Леонидович Богаевский Boris Leonidovič Bogaevskij
- Sigismund Natanowitsch Walk Сигизмунд Натанович Валк Sigizmund Natanovič Valk
- Alexander Chaimowitsch Gorfunkel Александр Хаимович Горфункель Aleksandr Chaimovič Gorfunkel'
- Alexander Iljitsch Klibanow Александр Ильич Клибанов Aleksandr Il'ič Klibanov
- Iossif Aronowitsch Kryweljow Иосиф Аронович Крывелёв  Iosif Aronovič Kryvelëv
- Samuil Gorazijewitsch Losinski Самуил Горациевич Лозинский Samuil Goracievič Lozinskij
- Solomon Jakowlewitsch Lurje Соломон Яковлевич Лурье Solomon Jakovlevič Lur'e
- Alexander Ossipowitsch Makowelski Александр Осипович Маковельский Aleksandr Osipovič Makovel'skij
- Miliza Edwinowna Matje Милица Эдвиновна Матье Milica Ėdvinovna Mat'e
- W.I. Rutenburg
- A.W. Predtetschenski
- Wladimir Jakowlewitsch Propp
- A.B. Ranowitsch
- Wassili Wassiljewitsch Struwe
- Alexei Pawlowitsch Okladnikow
- B. I. Scharewskaja
- W. O. Schaskolski